# Francisco de Cáceres
Francisco de Cáceres fue un conquistador español (Alcuéscar, Cáceres, entre 1539 y 1542 - 1589), gobernador de La Grita, en la actual Venezuela.

## Biografía
Nació entre 1539 y 1542 (Existiendo dudas sobre su origen), hijo de Pedro de Cáceres y Tomasa de Guelves. A los quince años se alista en los Tercios Españoles y recibe su bautismo guerrero en Flandes, pasando después a Nápoles y Norte de África. Participa también en la batalla de San Quintín y posteriormente en la defensa de la isla de los Gelves (Yerba) al mando del capitán don Álvaro de Sande, y donde éste y muy pocos españoles salvaban la vida, entre ellos, Francisco de Cáceres.

### Experiencias castrenses
Derrotado el ejército hispano, cae prisionero de los turcos y durante dos años padecerá cautiverio junto al capitán y otros oficiales más que habían defendido aquella lejana fortaleza. El hermano de Don Francisco, Alonso de Cáceres, secretario del Virrey de Nápoles, era persona influyente en esa época, puesto que en corto tiempo logrará el rescate de Francisco, quien por un tratado suscrito entre Solimán el Magnífico y el emperador don Fernando de Austria, lograba recobrar la libertad en Constantinopla. Atravesando media Europa, llegará hasta la Corte de Viena, donde el príncipe Maximiliano, le dará cartas de recomendación para su primo Felipe II de España.

### La llamada de Indias
Francisco de Cáceres llegaba a Venezuela en 1569, como capitán de la expedición de Diego Hernández de Serpa. Cuando fracasan en las costas de Cumaná, Cáceres se queda en Venezuela y con una pequeña partida de soldados, llegaba hasta la ciudad de El Tocuyo. Buscando ocupación, con los hombres que le han seguido, emprende el largo camino de Santafé de Bogotá y se incorpora a la conquista neogranadina cuando encuentra muerto al capitán Pedro de Villarroel y a los soldados que le acompañaban en la misión de llevar ganado desde el centro-occidente venezolano hasta el Nuevo Reino de Granada.
Enterada la Real Audiencia de Santa Fe de Bogotá del desastre de la expedición ganadera, encarga a Cáceres la pacificación de los indígenas de la zona donde murió Villarroel; pero como Cáceres vino al Nuevo Mundo con la pasión pobladora, después de algunas vicisitudes, con veinticinco hombres, se introduce en los llanos del Meta y en 1573 funda la ciudad del Espíritu Santo; poblado de vida efímera por lo inhóspito del lugar que hará fracasar la fundación.

### Gobernador y Poblador
Por Real Cédula de 26-05-1580, expedida en Badajoz cuando Felipe II de España iba a la toma de Portugal, se le concede el título de gobernador de La Grita. Después del fracaso poblador de Espíritu Santo, la Real Audiencia intenta meterlo en la cárcel porque ha fundado sin permiso, pero astutamente evade a las autoridades y volviendo por el mismo camino, logra embarcarse para España y, otra vez por mediación de su influyente hermano, consigue los favores de la Corte y al final conseguirá repoblar el nuevo Espíritu Santo.
Pero esta vez tampoco le será fácil consolidar su ciudad. Confrontaciones con vecinos de límites y pleitos con los acreedores obligan a Cáceres a presentarse ante la Real Audiencia. Mientras en Santa Fe gozaba de un merecido descanso, prometía cumplir con los acreedores y pedía disculpas, los alzados indígenas atacan su precaria ciudad y la destruyen; a Cáceres no le queda más remedio que regresar y socorrerla con más soldados y provisiones.
Aquietados los indígenas, don Francisco, reparte solares, ejidos, indios y encomiendas para que cada uno de sus soldados construya su casa y hacienda y se asiente en el lugar como colono, dejando las armas en reposo para casos de defensa cuando sea necesario. Pero otra vez surgen pleitos con los viejos vecinos, ya que ha repartido indios que estaban bajo el dominio de los viejos colonos residentes en San Cristóbal.
Don Francisco recorre la comarca que antes había explorado el fundador de Mérida, Juan Rodríguez Suárez para establecer futuros asentamientos, poblarlos y desarrollarlos convenientemente. Mientras anda en estos menesteres, también le asalta la idea de encontrar la fabulosa ciudad de El Dorado. Traza su plan para tal empresa, pero las dificultades y la falta de medios, le harán desistir momentáneamente de esta aventura.
De todas formas no desiste, se queda con este obsesivo pensamiento, y en 1580 viaja a España para conseguir gente y recursos económicos, pero los antecedentes de los fracasos doradistas de su antiguo jefe Hernández de Serpa y el del jerezano Pedro Maraver de Silva, harán que sus gestiones no tengan éxito. No obstante, lucha por la idea se aboca a la tarea, pero de los ciento doce hombres que logró reclutar, solamente le embarcan cincuenta y cuatro y deja a uno de sus capitanes en España con el exclusivo encargo de reunir soldados, agricultores y artesanos.

### El Dorado
Don Francisco regresa de España y lograba llegar a la isla de Margarita; y además de dificultades con el gobernador isleño, le desertarán varios soldados. Se embarca para la vecina Cumaná y cuando llega se encuentra que la ciudad está siendo atacada por la indiada y generosamente contribuye con su pólvora y su gente a la defensa.
Rechazados los atacantes cumaneses, se embarca para Maracaibo, cuando logra desembarcar para dirigirse por tierra a su gobernación andina, las autoridades le piden ayuda para combatir a unos indios, que aliados con unos mulatos cimarrones, sembraban el pánico en la zona. Después de poner orden en Maracaibo, parte hacia su gobernación y llegará a La Grita después de dos años de ausencia.
Un breve descanso para organizar futuros poblamientos, y mientras manda su gente en misión exploradora, viaja a Santa Fe para discutir en la Real Audiencia ciertas prebendas que le concedieron en España. Al regreso, prepara su expedición a El Dorado, y aunque cuenta con poca gente y escasos medios, emprende la aventura. En el largo trayecto se le acerca el invierno, pierde varios hombres, se comen las provisiones, además de caballos y perros. Fracasado su proyecto decide dar la vuelta par encaminarse a Santa Fe, donde llegará arruinado, desilusionado y gravemente enfermo.

### Pleitos y satisfacciones
Después de reponerse física y moralmente, la Real Audiencia le concede las prebendas económicas concedidas por Felipe II, y como tiene una denuncia por reparto de encomiendas, se verá reducido a prisión por unos días. Vuelve furioso a La Grita a plantar cara por la afrenta, y aunque le dan la razón, no quedará satisfecho. Pero como parece que el infortunio le persigue, injustamente será acusado de haber ahogado a uno de sus hombres para quedarse con la mujer. El arrepentimiento de uno de los acusadores, que en trance de muerte confiesa la mentira, salvará a don Francisco de este incómodo proceso.
Hombre incansable, batallador y obstinado en su papel de poblador, después de algunos años luchando en Venezuela, lograba la gobernación de La Grita, sobre 1586 contrae matrimonio con María Magdalena Velasco de Silva, hija del capitán Juan Velázquez, quien también participó en la fundación de La Grita.

### Muerte del gobernador
En una de sus incursiones pobladoras, en los llanos de Barinas le atacarán los caribes que le propinarán un duro golpe de macana, además de tres graves flechazos. La oportuna intervención de sus hombres salvará la vida del gobernador, que una vez repuesto, no descansará para seguir peleando por la defensa y consolidación de los pueblos que ha fundado, hasta que en 1.589 sucumbe en una de las tantas escaramuzas que ha librado.

### Fundaciones
Las ciudades fundadas por él, dentro de su gobernación, son las siguientes: La Grita (1576), Altamira de Cáceres, actual Barinas (1577), Alcántara (1577), Salazar de Las Palmas (1582), San José de Alcántara (1583), Villa del Escorial, (¿Escurial?) (1583), Medina de las Torres (1585), Santiago de las Atalayas (1588); además de Huesca (¿Güesca?) (?) y Valle de la Plata (?).
Por una serie de razones, por el nombre de los pueblos fundados por él y las notas sobre Alcuéscar en "Historia de Mérida" (1633) de Bartolomé Moreno de Vargas, se deduce que fuera natural de esa villa cacereña.

### Sobre sus orígenes
En lo expuesto con anterioridad sobre Francisco de Cáceres, ya que se ha dado una visión panorámica de su vida y de las actividades de este gobernador andino, pero volviendo con la extraña toponimia asignada por don Francisco (y se dice extraña porque en la provincia de Huesca, ni en todo Aragón, no existen ninguno de estos nombres, que son netamente extremeños) para intentar descifrar el rompecabezas de su origen.
La Grita es fundada en 1576, y desde esa incipiente base, cabeza y timón de su andina gobernación y de sus incansables aspiraciones pobladoras, irá tesoneramente explorando los territorios comarcales, buscando lugares adecuados para ir poblando, o mandando poblar una serie de ciudades que, por los nombres que les asignó son netamente extremeños.
Todos los historiadores venezolanos y neogranadinos, basados en crónicas de la época renacentista, (sin el conocimiento de la toponimia extremeña y, sobre todo ignorando la explicación histórica que da el emeritense don Bartolomé Moreno de Vargas de la villa de Alcuéscar), aseguran tajantemente que don Francisco de Cáceres era natural de Huesca.

### ¿De dónde era don Francisco?
El gobernador Cáceres, en una de sus registradas declaraciones dice ser de "Güesca" (no de Huesca como se empeñan en señalar los historiadores) y por la similitud fonética con la denominación de la ciudad aragonesa de parecido nombre, sin más apelación o indagatoria, llanamente se le hace oriundo de Aragón.
Posiblemente don Francisco expresara así el nombre del lugar de su nacimiento ("Güesca"), ya que por las razones que se exponen a continuación, cabe la posibilidad de que Francisco de Cáceres, naciera en la villa de Alcuéscar. Esta villa extremeña, enclavada casi en el extremo sur de la provincia de Cáceres (según el historiador emeritense del siglo XVII, don Bartolomé Moreno de Vargas en su "Historia de Mérida" antes citada), a finales del siglo XV, la repoblaron árabes procedentes de un lugar de Andalucía al que denominaban "Güescar", posiblemente la actual Huéscar, de Granada.
Es admisible también que durante el siglo XVI, todavía se le conociera a la villa extremeña con el nombre de "Güescar" por lo del topónimo árabe-andaluz. Probablemente el prefijo "al", debieron añadírselo posteriormente los moriscos, para diferenciarla del enclave andaluz de donde procedían, resultando finalmente que al nuevo pueblo se le conocía con el arabesco nombre de "Algüescar", o "Alcuéscar" como se le denomina actualmente.

### ¿Era de Alcuéscar don Francisco?
Curiosamente a esa villa cacereña, también se le conocía (y se le conoce actualmente) con el nombre de “Alcuésca”; ya que, el nativo extremeño, en su diálogo coloquial, suele "comerse" las eles y las eres que finalizan las palabras. Por esta explicación tan convincente, no es de extrañar que Francisco de Cáceres, manifestara que era natural de "Güesca", y así se le reseñó en los asientos; pero con el andar del tiempo y el desconocimiento de este importante dato geográfico por los viejos cronistas, y por el parecido fonético, equivocadamente por esta casual circunstancia, se le hizo aragonés.
El que don Francisco de Cáceres fuera de Huesca o de otra ciudad hispana, quizás no le diga nada al investigador venezolano actual que desconozca la geografía extremeña (los antiguos cronistas fray Pedro de Aguado, Fray Pedro Simón y Juan de Castellanos, tampoco eran extremeños y obviamente desconocían las circunstancias repobladoras de ese pueblo cacereño repoblado por los moriscos granadinos) pero si analizamos con mentalidad investigativa los nombres que les dio a los pueblos que fundó en los parajes andinos, con toda seguridad nos hará rectificar la procedencia nativa del gobernador andino.
Sin haber datos concretos para demostrarlo, su posible naturaleza extremeña lo corroboran esos diez pueblos fundados en corto espacio de tiempo; que con los acontecimientos y el inevitable pasar del tiempo cambiaron de lugar y de nombre, o inexorablemente desaparecieron por razones históricas conocidas.

### Nombres de pueblos extremeños
Altamira de Cáceres, Alcántara, Salazar de la Palmas, Huesca (o Güescar, el antiguo nombre de Alcuéscar), San José de Alcántara y Villa del Escorial (o Escurial, el topónimo de otra villa cacereña), son nombres sobradamente conocidos en la geografía cacereña; Santiago de las Atalayas y Medina de las Torres, son los nombres de dos viejos pueblos que hoy existen en el sur de la provincia de Badajoz.
Toda esta maraña de nombres extremeños en los valles y páramos andinos, da que pensar que el gobernador Francisco de Cáceres (como la mayoría de los fundadores) quiso honrar a su tierra madre dándole a los pueblos que fundó, los nombres cotidianos y familiares de la geografía de su entorno nativo; porque los topónimos de Alcántara, Altamira y Cáceres son hoy demasiado conocidos en la Provincia de Cáceres, al igual que los nombres de Alcuéscar y Escurial, dos enclaves actuales de rancia historia que existen en la misma provincia hispana.
Santiago de las Atalayas y Medina de las Torres, pueblos que en nombre de don Francisco los fundara el capitán Pedro Daza, quizás los bautizara con estos topónimos porque Daza fuera de algunos de estos lugares (este apellido era común (y es), en la Extremadura del siglo XVI), o también para honrar al financista de las expediciones, don Pedro de Torres Vera, quien posiblemente fuera de esa zona extremeña.